# Брайт, Ларри
Ларри Дин Брайт (англ. Larry Dean Bright; род. 8 июля 1966 года, округ Пеория, штат Иллинойс) — американский серийный убийца, совершивший серию из как минимум 8 убийств женщин в период с июля 2003 года по октябрь 2004 года на территории округов  Пеория и Тазуэлл, штат Иллинойс. Несколько трупов своих жертв Ларри Брайт сжёг на кострах, а несгоревшие костные фрагменты разбивал молотками и кувалдой, благодаря чему получил от СМИ прозвище «Костолом» (англ. «Bone Crusher»). Свою вину он полностью признал. В мае 2006 года Брайт был приговорён к нескольким срокам пожизненного лишения свободы без права на условно-досрочное освобождение.

## Биография
О ранних годах жизни Ларри Брайта известно крайне мало. Известно, что Ларри Брайт родился 8 июля 1966 года на территории штата Иллинойс. Детство и юность провёл в разных городах округа Пеория. Вырос в социально-благополучной среде. В школьные годы Брайт выступал за школьную команду по американскому футболу и пользовался популярностью среди девушек. В этот период он был замечен в употреблении марихуаны. 6 июня 1984 года, за несколько недель до окончания школы, в возрасте 18 лет, Брайт был арестован по обвинению в проникновению на территорию чужой собственности и совершение кражи. Он был признан виновным, осуждён и получил в качестве уголовного наказания 3 года лишения свободы. В конце 1985 года он получил условно-досрочное освобождение и вышел на свободу, после чего стал демонстрировать признаки психического расстройства, стал употреблять в больших дозах кокаин и увлекаться алкогольными напитками. В этот период Ларри Брайт освоил несколько профессий в строительной сфере. Работая бетонщиком в одной из строительных фирм, Брайт повредил спину, после чего перенёс три операции на позвоночнике и пристрастился к обезболивающим средствам. Испытывая материальные трудности, проблемы с трудоустройством и страдая алкогольной зависимостью, в последующие годы Брайт впал в депрессию.
В 1989 году он был условно осуждён по обвинению в хулиганстве и сопротивлении аресту после учинённой им драки в одной из таверн города Йетс-Сити. В начале 1990-х он переехал в город Абингдон, где познакомился с 18-летней Кристи Белвилл, которая вскоре стала его сожительницей. 9 августа того же года 7-месячной дочери Кристи, находящейся под присмотром Ларри стало плохо при невыясненных обстоятельствах, после чего он позвонил в службу спасения. Ребёнок умер в машине скорой помощи по дороге в больницу. Версия развития событий в изложении Брайта  была подвергнута сомнению, после чего он стал подозреваемым в причастности к гибели девочки и подвергся допросам. Он отказался признать свою причастность. Ему было предложено пройти тест на полиграфе, но он отказался. В конечном итоге все подозрения с него были сняты на основании результатов вскрытия ребёнка, которые показали наличие сердечно-сосудистого заболевания, которое предположительно стало причиной смерти. Позже, в том же месяце, Брайт и Беллвилл поженились, но вследствие гибели ребёнка их отношения ухудшились, благодаря чему через месяц после свадьбы — в сентябре 1993 года — Кристи Белвилл обратилась в полицию и заявила о том, что подвергается физическим нападкам со стороны мужа. 2 марта 1994 года она подала на развод, ссылаясь на то, что постоянно подвергается физической и психологической жестокости со стороны Ларри Брайта. К тому времени Ларри Брайт из-за материальных трудностей покинул город и переехал в Пеорию, где стал проживать со своей матерью. В начале 2000-х Брайт стал демонстрировать патологически повышенное половое влечение к афроамериканским девушкам. Он был замечен в проявлении чрезмерной тяги к порнографии, в особенности к порнографическим фильмам с участием афроамериканских порноактрис. В этот период большую часть своего свободного времени Брайт предпочитал проводить среди сутенёров и проституток, делая выбор также преимущественно в пользу девушек-афроамериканок.

## Разоблачение
В период с марта 2001 года по 15 октября 2004 года тела шести женщин были обнаружены в сельских районах округов Пеория и Таузвелл. Четыре других девушки исчезли из этих же районов в этот период и числились пропавшими без вести. В октябре 2004 года полицией города Пеория для расследования случаев смерти и исчезновения  была создана целевая группа из 13 сотрудников полиции с участием других органов правопорядка, расположенных в соседних округах штата. В декабре 2004 года Ларри Брайт попал под подозрение полиции после того, как полиция арестовала 35-летнюю проститутку по имени Вики Бомэр по обвинению в совершении кражи. Будучи в окружной тюрьме, женщина предложила следствию заключить соглашение о признании вины. В обмен на снятие обвинений и освобождение, она предложила дать информацию о подозреваемом в совершении убийств. Вики Бомэр заявила, что в июле 2004 года Ларри Брайт заманил её во флигель дома своей матери, где он проживал. После совместного употребления спиртных напитков и наркотических веществ, согласно её показаниям Брайт совершил на неё нападение, в ходе которого, угрожая ножом, совершил попытку изнасилования, но ей в ходе борьбы удалось сбежать. Так как девушка заявила об этом спустя 5 месяцев после инцидента, её показания первоначально были подвергнуты сомнению, но Бомэр заявила, что вынуждена была не обратиться в полицию по причине нахождения в розыске за неявку в суд по другим обвинениям, что впоследствии было подтверждено в ходе проверки её показаний. В этот период  полиции в ходе расследования стало известно о ещё 6 подобных случаях, когда Брайт был замечен в проявлении агрессивного поведения по отношению к афроамериканским девушкам, занимающимся проституцией. На основании этого, в конце декабря того же года, Брайт был задержан и подвергся допросу.
Ему грозило обвинение  в незаконном ограничении свободы при отягчающих обстоятельствах, но он все отрицал и отказался сотрудничать со следствием. Так как улик, изобличающих его в совершении преступлений, не существовало, его были вынуждены отпустить. Тем не менее, с целью поиска улик и других доказательств, прокуратура округа 20 января 2005 года получила ордер на осмотр его дома и территории участка земли, на котором находился дом и другие постройки. Во время осмотра внимание полиции привлекли несколько участков недавно вскопанной земли. Мать Ларри Брайта заявила полиции, что с этих участков они вместе с сыном убрали кусты малины, однако в ходе тщательного обследования и раскопок следователями вскоре были обнаружены пепел и множество мелких обугленных костей и их фрагментов. На основании этого Ларри Брайт был задержан и доставлен в тюрьму округа Тэйзвелл. Через несколько дней в результате судебно-медицинской экспертизы было установлено что на территории домовладения Брайта были найдены человеческие кости. Брайту было выдвинуто обвинение, а прокуратура получила ордер на раскопку двора, после чего он заявил о желании сотрудничать со следствием и дал признательные показания в совершении 8 убийств.
Он заявил, что начиная с середины 2003 года заманил в свой дом восемь проституток. После совместного употребления наркотиков и алкогольных напитков он душил девушек во время секса, после чего проводил с их трупами различные постмортальные манипуляции. Четыре тела Брайт вывез и сбросил на отдалённых просёлочных дорогах, расположенных в различных районах округов Тайзуэлл и Пеория, а четыре тела сжёг в яме на заднем дворе своего дома, после чего разбил кости на мелкие кусочки и разбросал в разных местах, в том числе на территории своего дома. Часть костных фрагментов и пепел Брайт сбросил в 6 различных местах за пределами дома, включая участок земли, где был расположен дом его бабушки. Во время следственных экспериментов, он указал расположение мест сброса тел жертв и обугленных костных фрагментов, где следствием к июню 2005 года были обнаружены сотни фрагментов черепа и различных костей, после чего Ларри Брайту были предъявлены новые обвинения

## Жертвы
Первой жертвой Ларри Брайта стала 36-летняя Сабрина Пейн, которую он подобрал на южной окраине Пеории, после чего предложив ей деньги за секс, отвёз её в свой дом. На допросе Брайт заявил, что не помнил, как совершил убийство девушки, потому как в момент совершения находился в состоянии наркотического опьянения. После убийства Брайт погрузил труп убитой в свой внедорожник и вывез его на кукурузное поле на окраине города Тремонт, где оно было обнаружено 27 июля 2003 года.
В феврале 2004 года Брайт заманил в свой автомобиль 36-летнюю проститутку Барбару Уильямс. После совместного употребления крэк-кокаина, согласно показаниям Брайта, Уильямс совершила кражу денег из его бумажника, после чего он её избил и она потеряла сознание. Он заявил, что не занимался сексом с ней и не душил её, так как вскоре обнаружил, что она мертва. После её смерти он погрузил её труп в багажник своего автомобиля и вывез его на окраину города, где сбросил в сугроб на обочине дороги. Тело женщины было обнаружено 5 февраля того же года. Показания Брайта были признаны убедительными, так как согласно результатам вскрытия тела Уильямс причиной её смерти явилась передозировка наркотиков.
В начале августа 2004 года Ларри Брайт познакомился с 33-летней проституткой Лаурой Лоллар, после чего предложил ей деньги за оказание сексуальных услуг. Действуя по той же схеме, преступник задушил девушку во время секса, после чего сжёг её тело на заднем дворе в целях избавления от следов преступления. В январе 2005 года он опознал её на предъявленной ему фотографии.
25 августа 2004 года Брайт подобрал на северной окраине Пеории 45-летнюю проститутку Ширли Энн Трапп, которая страдала диабетом. Оказавшись в доме Брайта, они курили крэк-кокаин и занимались сексом, во время которого Брайт попытался задушить женщину. Жертва оказала яростное сопротивление, после чего преступник сильно избил, после чего задушил её.
Через несколько дней Ларри Брайт познакомился с 33-летней проституткой по имени Шаконда Томас. После совершения убийства Брайт сжёг её тело на костре, после чего также разбил обугленные фрагменты костей и разбросал их в разных местах. В январе 2005 года на одном из допросов Ларри Брайт заявил, что не помнил её имени, но уверенно опознал её в качестве своей жертвы на предъявленной ему фотографии.
В начале сентября 2004 года Ларри подобрал 29-летнюю Тамару Уоллс в Пеории и отвёз в свой дом. Там они курили крэк-кокаин, пили виски и занимались сексом, после которого он совершил на неё нападение и задушил. Тело девушки Брайт также подверг сожжению на заднем дворе своего дома. Во время допроса в январе 2005 года, в отличие от других своих остальных жертв, Ларри Брайт уверенно опознал её по фотографии и даже вспомнил её имя, так как согласно его свидетельству — вместе с личными вещами жертвы он сжёг её водительские права, на которых прочитал её имя. В качестве подтверждения своих показаний, Брайт заявил, что у Тамары Уоллс были следы хирургического вмешательства на нижней челюсти. Стоматологические записи и рентгеновские снимки подтвердили, что жертва при жизни действительно  перенесла хирургическую операцию на челюсти, в результате которой к левой стороне её нижней челюсти была прикреплена пластина, которая крепилась с помощью винтов. В месте сброса её останков, указанном Брайтом в ходе следственного эксперимента — был обнаружен фрагмент нижней челюсти с цилиндрическим отверстием под винтовое крепление.
В конце сентября того же года Брайт познакомился на стоянке мебельного магазина у бара «Woody's Bar» в городе Пеория с 40-летней проституткой по имени Линда Нил. Он предложил ей наркотические средства в обмен на секс, после чего Нил ответила согласием. Действуя по той же схеме, Брайт отвёз её в свой дом, где после употребления крэк-кокаина занялся с ней сексом. После того как Линда Нил уснула — Ларри Брайт задушил её и принял решение вывезти её труп с территории домовладения, так как его мать находилась в это время дома. Тело Линды Нил преступник вывез в сельскую местность округа Таузвелл, где сбросил на обочине дороги, предварительно оставив на её шее шнурки с её обуви. Во время вскрытия тела жертвы судебно-медицинским экспертом был взят мазок из её влагалища на предмет исследования следов сексуального насилия, в результате чего были обнаружены биологические следы потенциального преступника. После ареста Брайта из его дома были взяты несколько окурков, которые были отправлены на тестирование с целью обнаружить следы слюны и выделить ДНК. Впоследствии на основании ДНК-анализа, показания Ларри Брайта были подтверждены и доказана его причастность  к совершению этого убийства.
Последнее подтверждённое убийство Ларри Брайт совершил 14 октября 2004 года. Её жертвой стала 41-летняя Бренда Эрвинг. На допросе Брайт заявил, что не помнил её имени и место, где они встретились. В его изложении следовало, что после того как они появились у него дома, в течение часа они принимали наркотики, после чего занялись сексом, во время которого он совершил на неё нападение. По словам Брайта, жертва обладала значительной физической силой и оказала яростное сопротивление, сумев дать преступнику бой, в ходе которого Брайт едва не потерял сознание. Бренда Эрвинг была близка к спасению, но не сумела открыть дверь и покинуть флигель, вследствие чего Брайту удалось нанести ей несколько ударов сзади по голове. Подавив сопротивление жертвы, он её задушил. Находясь в состоянии наркотического опьянения, Ларри Брайт намеревался вывезти её тело в район близлежащего озера, но потерял ориентацию в пространстве и заблудился, по причине чего сбросил её тело возле молочной фермы в округе Пеория, где оно было обнаружено на следующий день.

## Суд
Так как Ларри Брайт полностью признал свою вину, на основании условий соглашения о признании вины, он избежал уголовного наказания в виде смертной казни. 30 мая он получил в качестве наказания несколько сроков в виде пожизненного лишения свободы без права на условно-досрочное освобождение.
На судебных заседаниях он признался, что несёт ответственность за совершение ряда убийств на территории штатов Висконсин, Оклахома, Вашингтон и Аризона, но впоследствии отказался от своих слов. Также он заявил, что несколько раз планировал совершить самоубийство, но не смог совершить задуманное из-за своей религиозности. Также он настаивал, что во время ареста собирался совершить нападение на сотрудников полиции с ножом в целях побудить их застрелить его при задержании или попытки к бегству, однако он отказался от задуманного из-за своей матери, которая находилась с ним рядом в этот момент. В качестве мотива совершения убийств следствие рассматривало версию расизма, но Брайт это отрицал. В разное время Ларри Брайт назвал несколько версий в качестве мотива преступлений. Так он поведал версию о том, что мотивом убийств послужила мизогиния по отношению к чернокожим женщинам, после того как он заразился СПИДом во время секса с чернокожей проституткой, однако в ходе судебно-медицинской экспертизы у него не было выявлено признаков этого заболевания и его заявление было подвергнуто сомнению. Позже Ларри Брайт заявил, что будучи 19-летним парнем, во время отбывания уголовного наказания в тюрьме — он несколько раз стал жертвой сексуального насилия со стороны афроамериканских заключённых, вследствие чего у него появилось побуждение наказать за вред чернокожих мужчин во время занятия сексом, но так как он не испытывал полового влечения к мужчинам, в последующие годы он стал испытывать чувство ненависти по отношению к афроамериканским женщинам, занимающихся проституцией.